# Mistrzostwa Europy w Wioślarstwie 2010 – dwójka podwójna mężczyzn
Dwójka podwójna mężczyzn (M2x) – konkurencja rozgrywana podczas Mistrzostw Europy w Wioślarstwie 2010 w Montemor-o-Velho między 10 a 12 września.

## Harmonogram konkurencji
| Wydarzenie                  | Runda         |
| --------------------------- | ------------- |
| Piątek, 10 września 2010    | Eliminacje    |
| Piątek, 10 września 2010    | Repasaże      |
| Sobota, 11 września 2010    | Półfinały A/B |
| Sobota, 11 września 2010    | Finał A       |
| Niedziela, 12 września 2010 | Finał B       |
| Niedziela, 12 września 2010 | Finał A       |

## Medaliści
| Złoto                                    | Srebro                                | Brąz                                |
| Francja · Cédric Berrest · Julien Bahain | Estonia · Allar Raja · Kaspar Taimsoo | Czechy · Petr Vitásek · David Jirka |

## Wyniki

### Eliminacje
Reguła kwalifikacji: 1-2 → PA/B, 3.. → R

#### Eliminacje 1
| Miejsce | Zawodnik                                 | Kraj     | Czas    | Uwagi |
| ------- | ---------------------------------------- | -------- | ------- | ----- |
| 1       | Cédric Berrest Julien Bahain             | Francja  | 6:25,72 | PA/B  |
| 2       | Eric Knittel Stephan Krüger              | Niemcy   | 6:29,08 | PA/B  |
| 3       | Stanisłau Szczarbaczenia Dzianis Mihal   | Białoruś | 6:45,32 | R     |
| 4       | Mads Rasmussen Thomas Larsen             | Dania    | 6:53,24 | R     |
| 5       | Jovan Jovanović Dušan Bogićević          | Serbia   | 6:54,18 | R     |
| 6       | Vasileios Tzaninis Konstantinos Douflias | Grecja   | 6:55,12 | R     |

#### Eliminacje 2
| Miejsce | Zawodnik                        | Kraj    | Czas    | Uwagi |
| ------- | ------------------------------- | ------- | ------- | ----- |
| 1       | Michał Słoma Wiktor Chabel      | Polska  | 6:25,82 | PA/B  |
| 2       | Gabriele Cagna Federico Ustolin | Włochy  | 6:26,02 | PA/B  |
| 3       | Allar Raja Kaspar Taimsoo       | Estonia | 6:27,15 | R     |
| 4       | Marian Moraru Aurelian Stoica   | Rumunia | 6:50,73 | R     |
| 5       | Dani Fridman Oleg Gonorovski    | Izrael  | 6:52,46 | R     |
| 6       | Artem Morozow Witalij Krywenko  | Ukraina | 6:57,88 | R     |

#### Eliminacje 3
| Miejsce | Zawodnik                          | Kraj       | Czas    | Uwagi |
| ------- | --------------------------------- | ---------- | ------- | ----- |
| 1       | Petr Vitásek David Jirka          | Czechy     | 6:26,11 | PA/B  |
| 2       | Andre Vonarburg Florian Stofer    | Szwajcaria | 6:26,32 | PA/B  |
| 3       | Mario Vekić Hrvoje Jurina         | Chorwacja  | 6:28,86 | R     |
| 4       | Mykolas Masilionis Saulius Ritter | Litwa      | 7:01,04 | R     |
| 5       | Miguel Menezes Leonardo Vale      | Portugalia | 7:24,14 | R     |

### Repasaże
Reguła kwalifikacji: 1-3 → PA/B, 4... → FC

#### Repasaże 1
| Miejsce | Zawodnik                                 | Kraj     | Czas    | Uwagi |
| ------- | ---------------------------------------- | -------- | ------- | ----- |
| 1       | Allar Raja Kaspar Taimsoo                | Estonia  | 7:02,53 | PA/B  |
| 2       | Stanisłau Szczarbaczenia Dzianis Mihal   | Białoruś | 7:04,31 | PA/B  |
| 3       | Mykolas Masilionis Saulius Ritter        | Litwa    | 7:05,21 | PA/B  |
| 4       | Vasileios Tzaninis Konstantinos Douflias | Grecja   | 7:14,79 | FC    |
| 5       | Dani Fridman Oleg Gonorovski             | Izrael   | 7:24,98 | FC    |

#### Repasaże 2
| Miejsce | Zawodnik                        | Kraj       | Czas    | Uwagi |
| ------- | ------------------------------- | ---------- | ------- | ----- |
| 1       | Mario Vekić Hrvoje Jurina       | Chorwacja  | 7:08,74 | PA/B  |
| 2       | Jovan Jovanović Dušan Bogićević | Serbia     | 7:10,00 | PA/B  |
| 3       | Artem Morozow Witalij Krywenko  | Ukraina    | 7:10,68 | PA/B  |
| 4       | Mads Rasmussen Thomas Larsen    | Dania      | 7:11,37 | FC    |
| 5       | Marian Moraru Aurelian Stoica   | Rumunia    | 7:26,70 | FC    |
| 6       | Miguel Menezes Leonardo Vale    | Portugalia | 7:36,07 | FC    |

### Półfinały A/B
Reguła kwalifikacji: 1-3 → FA, 4... → FB

#### Półfinały A/B 1
| Miejsce | Zawodnik                               | Kraj       | Czas    | Uwagi |
| ------- | -------------------------------------- | ---------- | ------- | ----- |
| 1       | Cédric Berrest Julien Bahain           | Francja    | 6:25,92 | FA    |
| 2       | Michał Słoma Wiktor Chabel             | Polska     | 6:27,51 | FA    |
| 3       | Andre Vonarburg Florian Stofer         | Szwajcaria | 6:30,61 | FA    |
| 4       | Stanisłau Szczarbaczenia Dzianis Mihal | Białoruś   | 6:35,46 | FB    |
| 5       | Mario Vekić Hrvoje Jurina              | Chorwacja  | 6:46,17 | FB    |
| 6       | Artem Morozow Witalij Krywenko         | Ukraina    | 6:50,89 | FB    |

#### Półfinały A/B 2
| Miejsce | Zawodnik                          | Kraj    | Czas         | Uwagi |
| ------- | --------------------------------- | ------- | ------------ | ----- |
| 1       | Allar Raja Kaspar Taimsoo         | Estonia | 6:26,40      | FA    |
| 2       | Eric Knittel Stephan Krüger       | Niemcy  | 6:27,52      | FA    |
| 3       | Petr Vitásek David Jirka          | Czechy  | 6:28,94      | FA    |
| 4       | Gabriele Cagna Federico Ustolin   | Włochy  | 6:32,00      | FB    |
| 5       | Mykolas Masilionis Saulius Ritter | Litwa   | 6:48,01      | FB    |
| 6       | Jovan Jovanović Dušan Bogićević   | Serbia  | 07:05,37 (6) | FB    |

### Finał C
| Miejsce | Zawodnik                                 | Kraj       | Czas    | Uwagi |
| ------- | ---------------------------------------- | ---------- | ------- | ----- |
| 1       | Vasileios Tzaninis Konstantinos Douflias | Grecja     | 6:38,60 |       |
| 2       | Mads Rasmussen Thomas Larsen             | Dania      | 6:40,74 |       |
| 3       | Dani Fridman Oleg Gonorovski             | Izrael     | 6:44,01 |       |
| 4       | Marian Moraru Aurelian Stoica            | Rumunia    | 6:45,76 |       |
| 5       | Miguel Menezes Leonardo Vale             | Portugalia | 6:55,83 |       |

### Finał B
| Miejsce | Zawodnik                               | Kraj      | Czas    | Uwagi |
| ------- | -------------------------------------- | --------- | ------- | ----- |
| 1       | Gabriele Cagna Federico Ustolin        | Włochy    | 6:28,17 |       |
| 2       | Mykolas Masilionis Saulius Ritter      | Litwa     | 6:34,03 |       |
| 3       | Mario Vekić Hrvoje Jurina              | Chorwacja | 6:34,93 |       |
| 4       | Artem Morozow Witalij Krywenko         | Ukraina   | 6:40,66 |       |
| 5       | Jovan Jovanović Dušan Bogićević        | Serbia    | 6:43,19 |       |
| 6       | Stanisłau Szczarbaczenia Dzianis Mihal | Białoruś  | BUW     |       |

### Finał A
| Miejsce | Zawodnik                       | Kraj       | Czas    | Uwagi |
| ------- | ------------------------------ | ---------- | ------- | ----- |
|         | Cédric Berrest Julien Bahain   | Francja    | 6:12,12 |       |
|         | Allar Raja Kaspar Taimsoo      | Estonia    | 6:12,90 |       |
|         | Petr Vitásek David Jirka       | Czechy     | 6:13,57 |       |
| 4       | Eric Knittel Stephan Krüger    | Niemcy     | 6:14,16 |       |
| 5       | Michał Słoma Wiktor Chabel     | Polska     | 6:16,91 |       |
| 6       | Andre Vonarburg Florian Stofer | Szwajcaria | 6:17,05 |       |